# Деметрій II Нікатор
Деметрій II Нікатор (161 — 125 до н. е.) — цар Сирії у 145–138 та 129–125 роках до н. е.

## Життєпис
Син Деметрія I та Лаодіки V. Після повалення у 150 році до н. е. свого батька разом із мастірю перебрався на Крит. У 147 році до н. е., внаслідок конфлікту між царем Александром I та Єгиптом, висунув свої претензії на трон Сирійського царства. У 148 році до н. е. одружився з донькою Птолемея VI.
У 145 році до н. е. при підтримці єгипетських військ стає царем Сирії. Проте сирійський військовик Діодот Трифон оголосив царем Антіоха VI. Своєю столицею Деметрій зробив Селевкію-на-Тигрі. Протистояння із сирійськими військовиками тривало до 139 року до н. е. Тоді розпочалася нова війна із Парфією. У 138 році до н. е. Деметрій II зазнав поразки від парфянського царя Мітридата I Великого, потрапивши у полон. Його одружили на парфянській принцесі Родогунді та поселили в Гірканії. Невдовзі Деметрій спробував втекти з полону за допомогою свого товариша Каллімандра, але втікачів піймали. Парфянський цар Фраат пожурив Деметрія та наказав повернути до дружини посиливши охорону, а Каллімандра він нагородив за вірність своєму басилевсу. Коли минуло кілька років і у Деметрія народились діти від Родогунди, нагляд за ним пом'якшав. Деметрій разом з Каллімандром знову спробували втекти, але їх піймали майже на самому кордоні. Розлючений Фраат відправив Деметрія до сім'ї, у Гірканію, а також подарував йому золоті гральні кісточки, щоб підкреслити дитячу легковажність Деметрія.
Під час війни між Антіохом VII Сідетом та Фраатом II, царем Парфії, останній зазнав численних поразок. Тому вирішив випустити Деметрія II, щоб посіяти розбрад між сирійськими царями. Проте у 129 році до н. е. цар Антіох VII загинув й Деметрій став одноосібним царем. У 127 році до н. е. його родичка Клеопатра ІІ переконала виступити проти Птолемея VIII. Втім останній висунув кандидатом Александра Забіну. Останній переміг Деметрія II у битві при Дамаску, який втік до Птолемаїди, але його дружина Клеопатра Тея не допустила царя до міста. Томі він втік до Тіру, звідки намагався на кораблі тікати до інших своїх володінь, втім його було вбито під час переходу на корабель.
Повна титуларута Деметрія відома з його монет: Басилевс Деметрій Теос Філадельф Нікатор.

## Родина
1. Дружина — Клеопатра Теа
Діти:
- Селевк
- Антіох

2. Дружина — Родогуна, донька Мітридата I Аршакіда
3. Дружина, або наложниця — Апама
Діти: 
- Селевк (сумнівно)[3]